# Іванова Дарина Сергіївна
Дари́на Сергі́ївна Івано́ва (* 1989) — українська кікбоксерка. Заслужений майстер спорту України.

## З життєпису
Народилась 1989 року; представляє Київську область. Володарка титулу чемпіонки України з кікбоксингу WAKO. Призерка Кубка світу
Виборола бронзову медаль у кікбоксингу WAKO на Всесвітніх іграх-2022. У поєдинку за третє місце вагової категорії до 52 кг перемогла представницю Чехії Клару Стрнадову.